# Холм-Східний
Холм-Східний (пол. Chełm Wschodni) — вантажна залізнична станція Польських державних залізниць (пол. PKP Polskie Linie Kolejowe) на лінії № 7 «Варшава-Східна — Дорогуськ» між станціями Холм (2 км) та Завадувка (8,2 км). Розташована в однойменному повітовому місті Люблінського воєводства Польщі.

## Діяльність станції
Станція призначена для навантаження та розвантаження вантажів (на залізничних пандусах), сортування составів і маневрових складів,формування складів поїздів. Маневрова робота на станції здійснюється за допомогою тягових локомотивів. PKP Cargo використовує для маневрових робіт лише локомотиви серії SM48. Станція не має власного локомотивного депо (обслуговується локомотивами зі станції Холм).

## Колійний розвиток
На станції загалом 24 колії. Більша частина колій використовується «PKP Cargo». Три колії належать компанії «Przewozy Regionalne», які електрифіковані, з можливістю ручного відключення живлення) та використовуються як парк для електричних мотоблоків серії EN57. П'ять колій (1520 мм), включаючи дві навантажувальні рампи, використовуються для транзитного руху поїздів, що прямують з/в Україну (колія неелектрифікована і простягається від державного кордону в Дорогуську до Нафтобази, яка розташована біля станції Завадувка.
На станції 16 колій стандарту 1435 мм, у тому числі 4 залізничні рампи та дві головні колії (№ 1 та № 2), більшість з яких електрифіковані.
Від станції відгалужуються під'їзні колії до Холмського цементного заводу (завод має власний маневровий локомотив). Одразу за станцією (у бік державного кордону) розташована платформа Холм-Цементовня (пол. Chełm Cementtownia).